# Distretto di Matiari
Il distretto di Matiari (in urdu: ضلع مٹیاری) è un distretto del Sindh, in Pakistan, che ha come capoluogo Matiari. Venne creato nel 2005 da parte del distretto di Hyderabad (India).